# Branná (Fluss)
Die Branná (deutsch Bord, auch Mittelbord) ist ein linker Nebenfluss der March in Tschechien.

## Geographie
Die Branná entsteht nahe der polnischen Grenze auf dem Kamm des Reichensteiner und Bielengebirges zwischen dem Smrk (1125 m) und der Travná hora (1120 m) unterhalb der Solná chata aus mehreren Quellbächen. Eine ihrer Quellen ist die Brousek-Quelle. Sie wird am Oberlauf bis zur Einmündung des Klepáčský potok auch als Černý potok (Schwarzbach) und früher bis zum Zufluss der Hučava (Rauschende Bord) als Oberbord bezeichnet. Auf ihrem zunächst nach Süden führenden Lauf durchfließt sie Petříkov und Ostružná. Danach ändert sie ihre Richtung gegen Südwesten. Das nachfolgende seichte Tal ist als Naturschutzgebiet Niva Branné geschützt. Bei Splav wird das nun enge und teils felsige Tal von drei Bunkerlinien des Tschechoslowakischen Walls durchquert. Im Bunker „U tratí“ ist ein Museum eingerichtet.
Am weiteren führenden Lauf der Branná folgen Branná mit der Ruine der Burg Kolštejn, Františkov, Nové Losiny, Jindřichov, Pleče mit der Ruine der Feste Pleče, Pusté Žibřidovice und die Bahnhofsiedlung Potůčník. Zwischen Hanušovice und Holba mündet die Branná nach 25,7 km in die March.
Die Bahnstrecke Hanušovice–Głuchołazy führt zwischen Hanušovice und Ramzová durch das Tal des Flusses.

## Zuflüsse
- Klepáčský potok (Bordbach) (l), Splav
- Brusný potok (r), Branná
- Hučava (Rauschbordbach, Rauschende Bord) (l), Františkov
- Novolosinský potok (l), Nové Losiny
- Sklená voda (Glasbach) (l), Jindřichov
- Stařič (r), Pleče
- Pekařovský potok (l), Pusté Žibřidovice
- Potůčník (l) an der Bahnhofssiedlung Potůčník
- Hanušovický potok (r), Hanušovice